# Levurose
Une levurose est une affection parasitaire causée par un champignon microscopique (micromycète) de type levure. Elle constitue donc un type de mycose et entre dans le champ de la mycologie médicale.

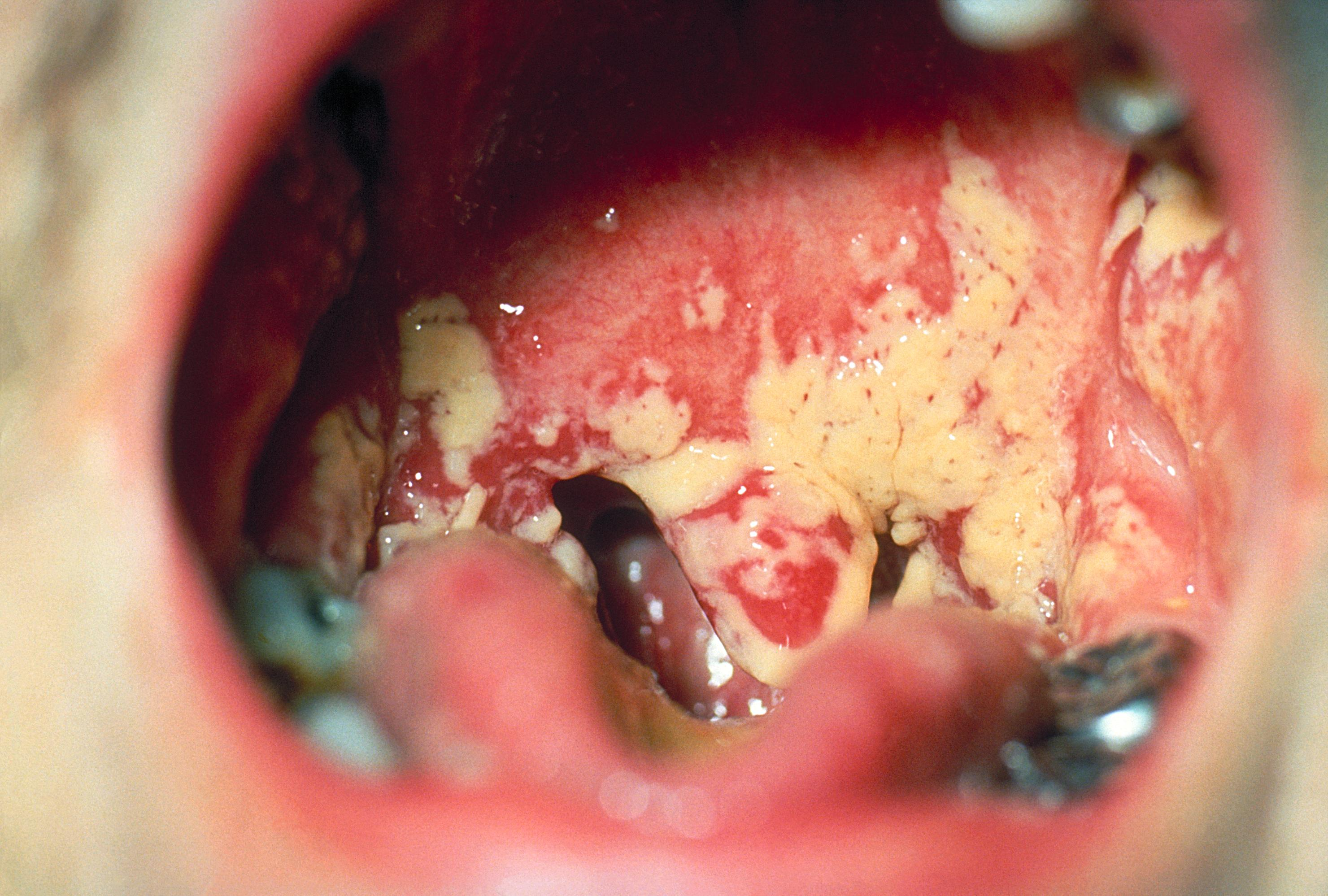
Levurose à type de muguet buccal dû à Candida albicans.

## Rappel sur les mycètes, limites du sujet
Physiquement les mycètes, et donc les micromycètes, peuvent se développer sous l'aspect de filaments, on parle alors de champignons filamenteux multicellulaires ou sous un aspect monocellulaire arrondi ou ovalaire dénommé levure. Il convient néanmoins de préciser que certains champignons sont dits dimorphiques en ce sens que selon l'environnement ils peuvent se présenter sous forme filamenteuse (par exemple dans le sol) ou sous forme levure (par exemple en culture).
En médecine humaine comme vétérinaire il est d'usage de réserver le terme de levurose aux seules affections engendrées par des levures strictes, ainsi par exemple la sporothricose (maladie des rosiéristes et amateurs de rosiers) due aux Sporothrix (en) ne sera pas retenue comme levurose bien que les sporothrix puissent prendre la forme levure.

## Médecine humaine

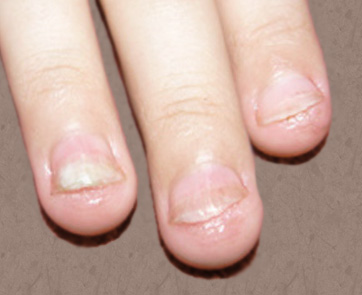
Ongles infectés par une levure du genre Candida réalisant une onychomycose.

De nombreux mycètes sous forme levure sont présents chez l'homme sans pour autant être systématiquement pathogènes, un portage de levures sur la peau (on parle d'épisaprophytes) et les muqueuses digestives ou génitales (endosaprophytes) n'est pas une levurose s'il ne s'accompagne pas de symptômes. L'apparition de la maladie (levurose) signe le passage de l'état de saprophyte à l'état de parasite. Chez l'homme, les levuroses représentent plus de 80% des mycoses disséminées.
Les deux types de levuroses les plus communes chez l'homme sont les candidoses, causées par des levures du genre Candida, au premier rang desquelles Candida albicans et la cryptococcose, causée par Cryptococcus neoformans.
Plus récemment la prise en charge de malades graves, souvent immunodéprimés, pour de long séjours hospitaliers et soumis à des gestes invasifs (sondages, intubation, cathéter persistants) a d'une part multiplié l'occurrence des candidoses et a favorisé le développement de mycoses à partir de levures jusque là considérées comme non pathogènes : Trychosporon, Rhodotorula, Malassezia furfur, Saccharomyces, etc.,.
Les tableaux cliniques les plus fréquents liés aux candidoses sont les surinfections cutanées et muqueuses (perlèche, muguet, langue noire villeuse, vulvo-vaginite, intertrigo, etc.), les infections des ongles (onyxis des onychomycoses) et les infections disséminées pouvant évoluer vers une septicémie,.

## Médecine vétérinaire
Les chiens et les chats eux aussi porteurs sains de levures peuvent présenter des levuroses comme la dermatite à levures du chien due à une levure du genre Malassezia, ou la dermite à Malassezia du chat.